# Thyropygus anurus
Thyropygus anurus är en mångfotingart som beskrevs av Pocock 1896. Thyropygus anurus ingår i släktet Thyropygus och familjen Harpagophoridae. Inga underarter finns listade i Catalogue of Life.